# كرامر روبرتسون
كرامر روبرتسون (بالإنجليزية: Kramer Robertson)‏ هو لاعب كرة قاعدة أمريكي، ولد في 20 سبتمبر 1994 في روستون في الولايات المتحدة.

## وصلات خارجية
- كرامر روبرتسون على موقع دوري كرة القاعدة الرئيسي (الإنجليزية)
- كرامر روبرتسون على موقعبيزبول رفرنس.كوم (الدوري الثانوي) (الإنجليزية)
- كرامر روبرتسون على موقع إي إس بي إن.كوم (أم.أل.بي) (الإنجليزية)